# 科尼島 (百慕達)
科尼島是百慕達的島嶼，位於大百慕達島東北的大西洋海域，長0.25公里、寬0.23公里，面積0.06平方公里，最高點海拔高度1米，島上無人居住。